# Kristiansand

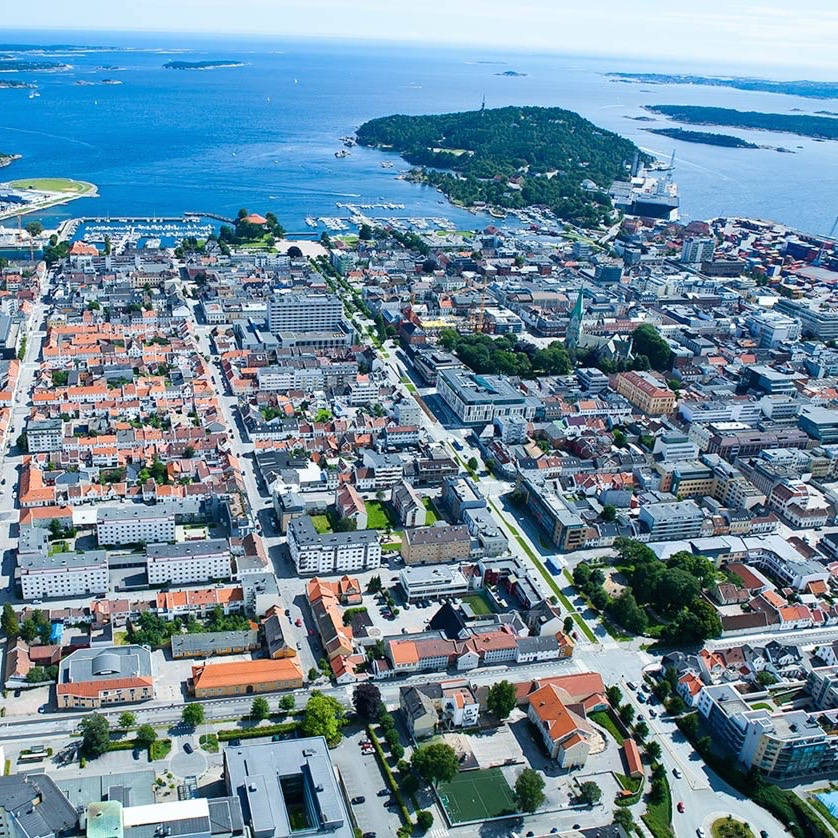
Kvadraturen vanuit de lucht

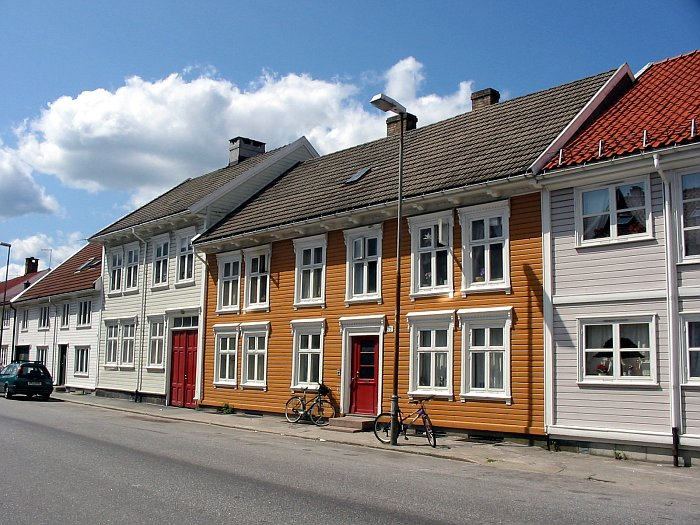
Van Posebyen in Kvadraturen

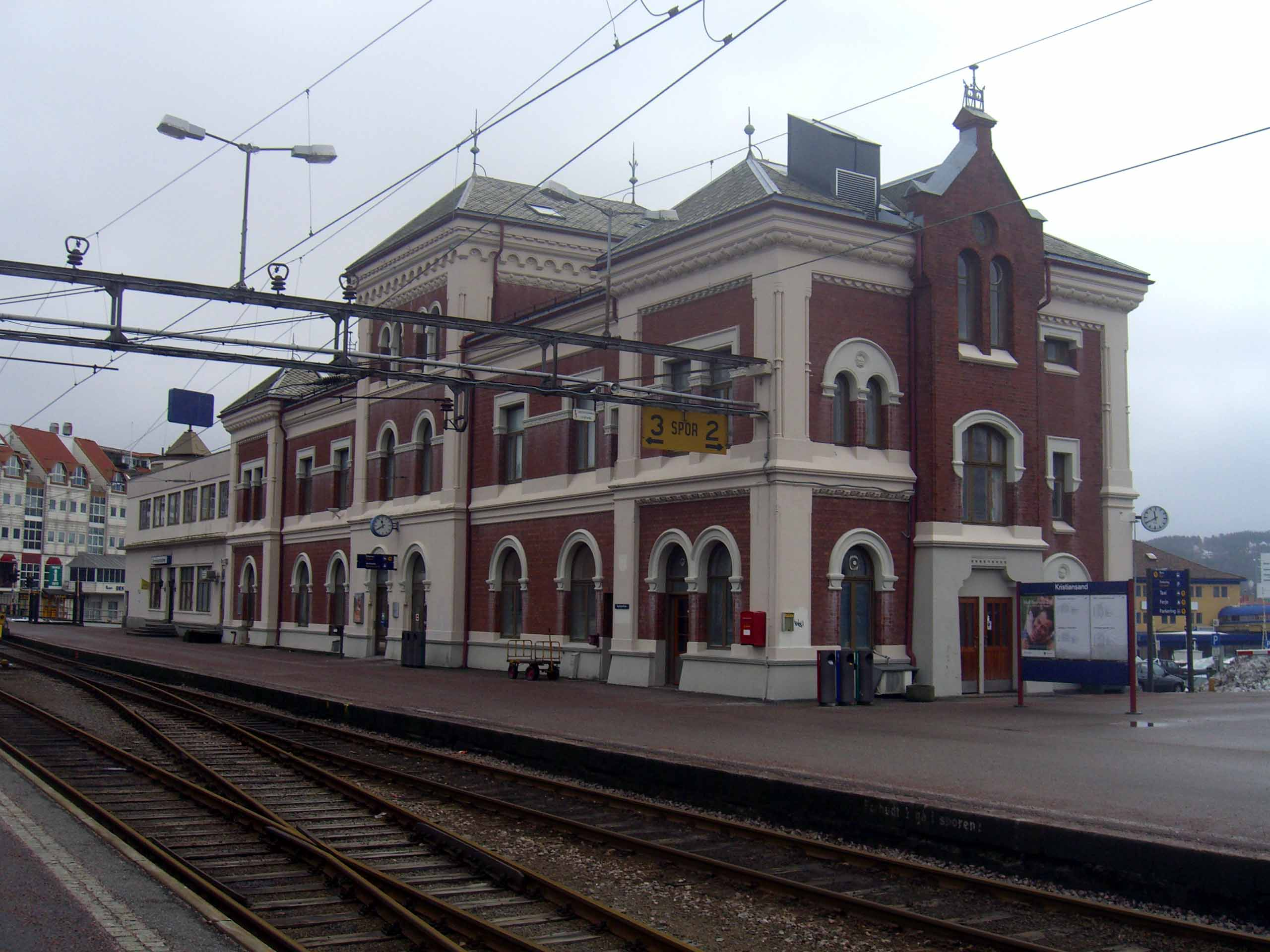
Het station

Kristiansand (niet te verwarren met Kristiansund) is een stad en gemeente in Noorwegen. Het is sinds 2020 de hoofdstad van de provincie (Noors: fylke) Agder. Eerder was het de hoofdstad van de toenmalige provincie Vest-Agder. De stad ligt aan de kust bij de monding van de rivier de Otra, in het uiterste zuiden van Noorwegen. De gemeente heeft ruim 110.000 inwoners.
Kristiansand is een betrekkelijk jonge stad. De stad werd in 1641 door de Deense koning Christiaan IV gesticht. Tot 1877 was de officiële naam Christiansand. (Een poging om die naam weer in te voeren in 2012 mislukte.Het centrum van de stad, Kvadraturen, kenmerkt zich door een volledig rechthoekig stratenpatroon. De Domkerk van Kristiansand is een van de grootste van Noorwegen met 2.029 zitplaatsen.
Als 'hoofdstad' van het zuiden is de stad een geliefd vakantiedoel voor de Noren. Bij de stad ligt Kristiansand Dyrepark, een gecombineerd dierentuin en pretpark.
Kristiansand is de geboorteplaats van onder meer de Noorse kroonprinses Mette-Marit, de dichter Henrik Wergeland en de schrijver Jens Bjørneboe.

## Geschiedenis
In de omgeving van Kristiansand was reeds in de prehistorie sprake van menselijke bewoning. In 1996 werd te Søgne een skelet gevonden van ongeveer 6500 v.Chr. Ook werden er resten van prehistorische nederzettingen van rond het begin van de Christelijke jaartelling gevonden, wat voor Noorwegen -dat vooral geïsoleerde boerderijen kende- uitzonderlijk is.
In de 14e en 15e eeuw was er, in het huidige stadsdeel Lund, een belangrijke haven. Ook op het eiland Flekkerøy was er een haven, de belangrijkste aan de mond van het Skagerrak en in 1555 versterkt door koning Christian III van Denemarken. In 1635 werd op dit eiland een koninklijk paleis gebouwd voor Christian IV van Denemarken.
De formele stichting van Kristansand vond plaats in 1641 op de tegenoverliggende oever van de Otra. Naar gebruik in de renaissance kreeg de stad een regelmatig grondplan. Deze stad werd daarom Kvadraturen genoemd. Hier vestigden zich vele kooplieden. In 1666 werd Kristiansand een garnizoensstad en er werden zware versterkingen gebouwd. In 1682 werd de bisschopszetel van Stavanger naar Kristiansand verplaatst.
In 1734 werd de stad verwoest door een stadsbrand. In de volgende decennia werd de scheepsbouw van belang, doch het continentaal stelsel onder Napoleon maakte daar een einde aan. Bovendien vonden er aanvallen van de Engelsen plaats, want het toenmalige Koninkrijk Denemarken en Noorwegen steunde Frankrijk. Vanaf de jaren '30 van de 19e eeuw herstelde de economie zich en nam de scheepsbouw weer toe in belang. In 1881 werd een groot psychiatrisch instituut opgericht, het tweede in Noorwegen, waardoor nieuwe werkgelegenheid werd gecreëerd.
In 1892 woedde een nieuwe stadsbrand waardoor de helft van de oude stad werd verwoest. De kathedraal, die bij de vorige stadsbrand van 1880 werd verwoest, werd herbouwd in steen in 1885 en bleef nu gespaard.
De elektriciteitsproductie door waterkracht zorgde begin 20e eeuw voor nieuwe industrie, zoals een nikkelsmelterij in 1910 (Kristiansands Nikkelraffineringsverk AS). Een terugslag kwam door de economische crises van de jaren '30, en de bezetting door nazi-Duitsland. Na de Tweede Wereldoorlog werden nieuwe woonwijken gebouwd, zoals in Lund, en gedurende de jaren '90 van de 20e eeuw kwam er nieuwe bedrijvigheid zoals offshore-industrie, en veiligheids-gerelateerde bedrijvigheid.
De stad Kristiansand kon zich lange tijd ontwikkelen binnen de grenzen die Christian IV had gesteld. Pas in 1921 volgde een kleine uitbreiding toen de wijk Lund in de voormalige gemeente Oddernes bij Kristiansand werd gevoegd. In 1965 werd het restant van Odderness en de gemeenten Tveit en Randesund bij de stad gevoegd. Per 1 januari 2020 werd Kristiansand de hoofdstad van het nieuwe fylke Agder, waarbij de gemeente werd uitgebreid met de voormalige gemeenten Søgne en Songdalen.

## Bezienswaardigheden
- In de plaats, en huidig stadsdeel Oddernes bevindt zich een kerk waarvan de oudste delen uit de 11e eeuw stammen.
- Domkerk van Kristiansand
- Kristansand Museum, openluchtmuseum met oude houten huisjes
- Kristiansand Kanonmuseum, met bunkers en kanonnen uit de Tweede Wereldoorlog
- Movik Fort met het grootste kanon ter wereld
- Ravnedalen Naturpark
- Myren Gard og Park
- Dyreparken, dierentuin met pretpark

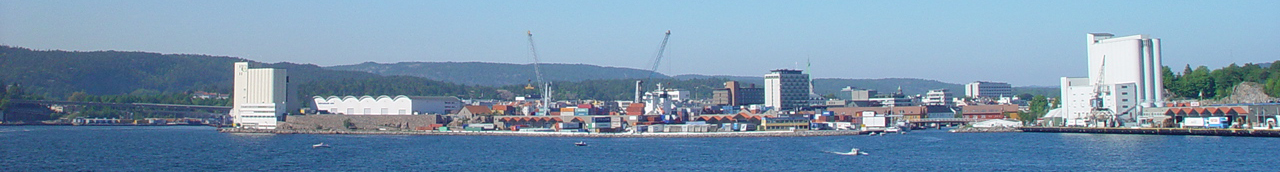
Zicht op stad vanaf de Noordzee

- Odderøya, natuurpark
- Otterdalsparken
- Kunstsilo

## Verkeer en vervoer
Vanuit Kristiansand vertrekken veerboten van Color Line en Fjord Line naar Hirtshals in Denemarken. Tussen april 2022 en september  2023 was er tevens een veerverbinding van Holland Norway Lines naar aanvankelijk de Eemshaven in Nederland en later naar Emden. De E39 volgt de veerboot naar Hirtshals en gaat vervolgens naar Aalborg. Op het Noorse vasteland loopt de E39 naar Stavanger en dan verder naar Bergen. De belangrijkste route vanuit de stad, de E18, loopt langs de kust naar het noordoosten richting Oslo. Het eerste deel van deze weg is omgebouwd tot autosnelweg. Gepland is de gehele route tot aan Oslo om te bouwen. Vanuit Kristiansand naar het noorden, het binnenland in, loopt rijksweg 9 door het Setesdal naar Hovden en Haukeli.
Het station ligt direct naast de haven. Hoewel het een tussenstation is aan de lijn Oslo-Stavanger is het feitelijk een kopstation.
Even buiten de stad ligt het vliegveld Kjevik. Naast chartervluchten zijn er lijndiensten naar Oslo, Stavanger, Bergen, Kopenhagen en Amsterdam.

## Cultuur
In Kristiansand is de hoofdvestiging van de Universiteit van Agder. Deze instelling werd in 1994 opgericht als Hogeschool van Agder en werd in 2007 een universiteit. Op 6 januari 2012 is ten zuiden van het centrum, op het schiereiland Odderøya, het Kilden theatergebouw geopend en in 2024 Kunstsilo.

## Sport
De belangrijkste zomersport in Kristiansand is voetbal. Trots van de stad is IK Start. De ploeg werd tweemaal kampioen van Noorwegen en speelt sinds een aantal jaren weer in de hoogste klasse van het Noorse voetbal.

## Geboren
- Henrik Wergeland (1808), schrijver
- August Abrahamsen (1842), (zang)leraar en amateurfotograaf
- Anton Jørgen Andersen (1845), componist en cellist
- Rolf Løvland (1955), componist
- Pål Lydersen (1965), voetballer
- Roy Helge Olsen (1965), voetbalscheidsrechter
- Tore André Dahlum (1968), voetballer
- Claus Eftevaag (1969), voetballer
- Bård Borgersen (1972), voetballer
- Frank Strandli (1972), voetballer
- Gunn Margit Andreassen (1973), biatlete
- Mette-Marit Tjessem Høiby (1973), prinses van Noorwegen
- Andreas Lund (1975), voetballer
- Anders Rambekk (1976), voetballer
- Nila Håkedal (1979), beachvolleyballer
- Espen Johnsen (1979), voetballer
- Viggo Kristiansen (1979), slachtoffer gerechtelijke dwaling
- Katrine Lunde Haraldsen (1980), handbalster
- Agnes Kittelsen (1980), actrice
- Kristine Lunde (1980), handbalster
- Fredrik Strømstad (1982), voetballer
- Andreas Thorkildsen (1982), speerwerper
- Thea Sofie Loch Næss (1996), actrice

## Woonachtig
- Kees Verkerk (1942), Nederlands schaatser

## Stadsdelen
De gemeente omvat de volgende plaatsen, stadsdelen en wijken:
- Fagerholt/Justvik
- Flekkerøy
- Grim
- Hånes
- Høllen
- Kvadraturen
- Lund
- Mosby
- Nodeland
- Oddernes
- Randesund
- Søm
- Tangvall
- Tinnheia/Hellemyr
- Torridal
- Tveit
- Vågsbygd

Daarnaast omvat de gemeente nog de vroegere gemeenten Søgne en Songdalen.

## Stedenbanden
- Orléans (Frankrijk)

## Trivia
Kristiansand wordt nog vaak Kristiansand S, sør = zuid, genoemd om verwarring te voorkomen met Kristiansund N, Noord. Dit stamt uit de tijd voordat de postcodes in gebruik werden genomen en dat het gebeurde dat postzendingen in de verkeerde stad belandden.